# NHK瀬戸水野テレビ中継局
NHK瀬戸水野テレビ中継局（エヌエイチケイせとみずのテレビちゅうけいきょく）は、愛知県瀬戸市にあったNHK名古屋放送局の地上アナログ放送中継局である。受信状況の改善で、2010年（平成22年）8月31日をもって廃止された。

## 中継局概要
| チャンネル 番号 | 放送局名       | 空中線電力           | ERP                 | 放送対象 地域 | 放送区域 内世帯数 | 偏波面   | 運用開始日      |
| --------------- | -------------- | -------------------- | ------------------- | ------------- | ----------------- | -------- | --------------- |
| 46              | NHK 名古屋総合 | 映像500mW/ 音声125mW | 映像2.3W/ 音声580mW | 愛知県        | 約-世帯           | 水平偏波 | 1973年 12月15日 |
| 48              | NHK 名古屋教育 | 映像500mW/ 音声125mW | 映像2.3W/ 音声580mW | 全国          | 約-世帯           | 水平偏波 | 1973年 12月15日 |

## 地上デジタル放送について
地上デジタル放送については、同じ瀬戸市内に置かれた名古屋デジタル送信所からの電波が直接受信可能となるため、デジタル中継局は当地に設置されない。当中継局は、2011年（平成23年）7月24日のアナログ放送終了を以って廃局となった。

## 所在地
- 愛知県瀬戸市鹿乗町の大平山

## 放送エリア・その他
名古屋本局からの電波が届きにくい瀬戸市の北部と春日井市南部をカバーしていた。
なお、在名民放局は当地に中継局を置かなかった。